# Alketas II z Epiru
Alketas II (gr: Ἀλκέτας, Alkétas) (ur. ok. 356, zm. 307 p.n.e.) – król Epiru z dynastii Ajakidów od 312 p.n.e. do swej śmierci. Starszy syn króla epirockich Molossów Arybbasa i królowej Troas.
Alketas został, z powodu swego gwałtownego usposobienia, wypędzony przez ojca, który wyznaczył jego młodszego syna Ajakidesa, jako następcę do tronu. W r. 312 p.n.e., po śmierci Ajakidesa, który zmarł od ran odniesionych w bitwie, Epiroci wezwali Alketasa z powrotem, celem objęcia przez niego tronu. Kassander, król Macedonii, wysłał armię przeciw niemu pod wodzą Lykiskosa, ale wkrótce postanowił zawrzeć z nim przymierze. Alketas od początku swego panowania zaczął wywierać swą wściekłość na poddanych. Z tego powodu Epiroci postanowili coś z tym zrobić. Napadli na niego nocą i zabili go wraz z synami Ojoneusem i Nizosem w r. 307 p.n.e. Po zamordowaniu go, wprowadzili na tron Pyrrusa, bratanka zmarłego i syna Ajakidesa. Ten wstąpił na tron z pomocą Glaukiasa, opiekuna i króla iliryjskich Taulantiów.